# Romy Schneider (téléfilm)
Pour les articles homonymes, voir Romy Schneider (homonymie) et Schneider.
Pour plus de détails, voir Fiche technique et Distribution.
Romy Schneider (Romy) est un téléfilm biographique franco-allemand réalisé par Torsten C. Fischer, diffusé en 2009.

## Fiche technique
- Titre original : Romy
- Titre français Romy Schneider
- Réalisation : Torsten C. Fischer
- Scénario : Benedikt Roeskau
- Direction artistique : Martin Schreiber
- Décors : Martin Schreiber
- Costumes : Barbara Baum
- Photographie : Holly Fink
- Montage : Benjamin Hembus
- Musique : Annette Focks
- Production : Markus Brunnemann
- Sociétés de production : Phoebus Film ; Norddeutscher Rundfunk (NDR), Südwestrundfunk (SWR), Westdeutscher Rundfunk (WDR) et Österreichischer Rundfunk (ORF) (coproductions)
- Sociétés de distribution : ARD (Allemagne) ; France 2 (France)
- Pays d'origine :  Allemagne /  France
- Langue originale : allemand, français et anglais
- Format : couleur
- Genre : biographique
- Durée : 106 minutes
- Dates de diffusion :
  - Allemagne : 27 octobre 2009 (avant-première à Berlin) ; 11 novembre 2009 sur ARD
  - France : 26 mai 2012 sur France 2

## Distribution
- Jessica Schwarz : Romy Schneider
  - Alicia von Rittberg : Romy, à 14 ans
  - Stella Kunkat : Romy, à 6 ans
- Maresa Hörbiger : Magda Schneider
- Heinz Hoenig : Hans Herbert Blatzheim
- Guillaume Delorme : Alain Delon
- Thomas Kretschmann : Harry Meyen
- Karlheinz Hackl : Wolf Albach-Retty
- Sandro Lohmann : David Haubenstock
- Georges Claisse : Claude Sautet
- Richard Bouzaher dit Ricardo B : Jacques Deray

## Tournage
Torsten C. Fischer et l’équipe du tournage se déplacent à Berlin, au Rhénanie-du-Nord-Westphalie, en Autriche, à Paris et dans le Midi de la France entre le 3 septembre et le 5 novembre 2008.

## Distinctions

### Récompenses
- Bambi Awards 2009 : Meilleure actrice nationale pour Jessica Schwarz
- Hessian TV Award 2010 : Meilleure actrice nationale pour Jessica Schwarz
- Festival international de télévision de Shanghai 2010 : Prix Magnolia du meilleur réalisateur Torsten C. Fischer

### Nominations
- Festival international de télévision de Baden-Baden 2009 : Prix du public pour Torsten C. Fischer
- German Television Awards 2010 :
  - Meilleur acteur pour Thomas Kretschmann
  - Meilleure actrice pour Jessica Schwarz
- Goldene Kamera 2010 : Meilleur téléfilm allemand pour Torsten C. Fischer
- Festival de télévision de Monte-Carlo 2010 :
  - Meilleur téléfilm pour Torsten C. Fischer
  - Meilleure actrice pour Jessica Schwarz
- Festival international de télévision de Shanghai 2010 : Prix Magnolia du meilleur téléfilm pour Torsten C. Fischer